# Estación de Église de Pantin
La estación de Église de Pantin es una estación del metro de París situada al este de la capital, en la comuna de Pantin. Forma parte de la línea 5. 

## Historia
Fue inaugurada el 12 de octubre de 1942 con la prolongación de la línea 5 hacía Pantin. Hasta 1985, cuando la línea llegó a Bobigny, fue uno de los terminales de la línea. Debe su nombre a su cercanía con la iglesia de Saint-Germain-l'Auxerrois.
El 7 de junio de 1982, tras una fuerte tormenta sucedida el día antes la estación se inundó afectando a 18 trenes aparcados en el terminal de la línea. Durante varios días la explotación de la línea se tuvo que realizar recurriendo a trenes de otras líneas y utilizando antiguos modelos Sprague-Thomson rescatados de la línea 9. Las obras de prolongación de la línea a Bobigny facilitaron que el agua se filtrara anegando las instalaciones.

## Descripción
Se compone de dos andenes y de dos vías, una en cada sentido.
En bóveda, es un claro ejemplo del estilo Motte: omnipresencia de los azulejos blancos y dos líneas de color naranja, una a la altura de los asientos y otra por encima de los andenes, en las estructuras rectangulares que resguardan las lámparas encargadas de iluminar la estación. 